# New Zealand Cycle Classic 2021
New Zealand Cycle Classic 2021 – 34. edycja wyścigu kolarskiego New Zealand Cycle Classic, który odbył się w dniach od 13 do 17 stycznia 2021. Impreza kategorii 2.2 była częścią UCI Oceania Tour 2021.

## Etapy
| Etap | Data   | Start – Meta              | type                    | Dystans (km) | Zwycięzca etapu   | Lider             |
| ---- | ------ | ------------------------- | ----------------------- | ------------ | ----------------- | ----------------- |
| 1    | 13 sty | Masterton – Masterton     | jazda drużynowa na czas | 10           | Nowa Zelandia     | Regan Gough       |
| 2    | 14 sty | Masterton – Masterton     | pagórkowaty             | 158,1        | Luke Mudgway      | Luke Mudgway      |
| 3    | 15 sty | Masterton – Martinborough | płaski                  | 127          | Regan Gough       | Luke Mudgway      |
| 4    | 16 sty | Masterton – Admiral Hill  | górski                  | 125,6        | Finn Fisher-Black | Finn Fisher-Black |
| 5    | 17 sty | Wellington – Wellington   | płaski                  | 42           | Campbell Stewart  | Corbin Strong     |

## Wyniki etapów

### Etap 1
| Masterton - Masterton | jazda drużynowa na czas | (10 km) |

| \| Klasyfikacja etapu \| Klasyfikacja etapu \| Klasyfikacja etapu \| Klasyfikacja etapu \| Klasyfikacja etapu \| Klasyfikacja etapu \| \| Drużyna \| Drużyna \| Państwo \| Czas \| Strata \| Prędkość \| \| ------------------ \| ------------------ \| ------------------ \| ------------------ \| ------------------ \| ------------------ \| \| 1. \| Nowa Zelandia \| Nowa Zelandia \| 11' 35" \| 0" \| 51.799 km/h \| \| 2. \| Black Spoke \| Nowa Zelandia \| 11' 40" \| + 5" \| 51.429 km/h \| |               |               |         |        |             |
| |               |               |         |        |             |
| Źródło: ProCyclingStats |               |               |         |        |             |
| Klasyfikacja etapu |               |               |         |        |             |
| Drużyna | Drużyna       | Państwo       | Czas    | Strata | Prędkość    |
| 1. | Nowa Zelandia | Nowa Zelandia | 11' 35" | 0"     | 51.799 km/h |
| 2. | Black Spoke   | Nowa Zelandia | 11' 40" | + 5"   | 51.429 km/h |

| \| Klasyfikacja generalna \| Klasyfikacja generalna \| Klasyfikacja generalna \| Klasyfikacja generalna \| Klasyfikacja generalna \| \| Kolarz \| Kolarz \| Państwo \| Drużyna \| Czas \| \| ---------------------- \| ---------------------- \| ---------------------- \| ---------------------- \| ---------------------- \| \| 1. \| Regan Gough \| Nowa Zelandia \| Nowa Zelandia \| 11' 35" \| \| 2. \| Corbin Strong \| Nowa Zelandia \| Nowa Zelandia \| + 0" \| \| 3. \| Laurence Pithie \| Nowa Zelandia \| Nowa Zelandia \| + 0" \| |                 |               |               |         |
| |                 |               |               |         |
| Źródło: ProCyclingStats |                 |               |               |         |
| Klasyfikacja generalna |                 |               |               |         |
| Kolarz | Kolarz          | Państwo       | Drużyna       | Czas    |
| 1. | Regan Gough     | Nowa Zelandia | Nowa Zelandia | 11' 35" |
| 2. | Corbin Strong   | Nowa Zelandia | Nowa Zelandia | + 0"    |
| 3. | Laurence Pithie | Nowa Zelandia | Nowa Zelandia | + 0"    |

### Etap 2
| Masterton - Masterton | pagórkowaty | (158,1 km) |

| \| Klasyfikacja etapu \| Klasyfikacja etapu \| Klasyfikacja etapu \| Klasyfikacja etapu \| Klasyfikacja etapu \| \| Kolarz \| Kolarz \| Państwo \| Drużyna \| Czas \| \| ------------------ \| ------------------ \| ------------------ \| ----------------------- \| ------------------ \| \| 1. \| Luke Mudgway \| Nowa Zelandia \| Black Spoke Pro Cycling \| 3h 39' 41" \| \| 2. \| Corbin Strong \| Nowa Zelandia \| Nowa Zelandia \| + 17" \| \| 3. \| Aaron Gate \| Nowa Zelandia \| Black Spoke Pro Cycling \| + 17" \| \| 4. \| Finn Fisher-Black \| Nowa Zelandia \| Nowa Zelandia \| + 19" \| \| 5. \| Ben Oliver \| Nowa Zelandia \| NZ Cycling Project \| + 21" \| \| 6. \| Laurence Pithie \| Nowa Zelandia \| Nowa Zelandia \| + 21" \| \| 7. \| James Oram \| Nowa Zelandia \| Black Spoke Pro Cycling \| + 21" \| \| 8. \| Oliver Grave \| Nowa Zelandia \| \| + 21" \| \| 9. \| Ryan Christensen \| Nowa Zelandia \| Canyon dhb SunGod \| + 21" \| \| 10. \| Madi Hartley-Brown \| Nowa Zelandia \| \| + 21" \| |                    |               |                         |            |
| |                    |               |                         |            |
| Źródło: ProCyclingStats |                    |               |                         |            |
| Klasyfikacja etapu |                    |               |                         |            |
| Kolarz | Kolarz             | Państwo       | Drużyna                 | Czas       |
| 1. | Luke Mudgway       | Nowa Zelandia | Black Spoke Pro Cycling | 3h 39' 41" |
| 2. | Corbin Strong      | Nowa Zelandia | Nowa Zelandia           | + 17"      |
| 3. | Aaron Gate         | Nowa Zelandia | Black Spoke Pro Cycling | + 17"      |
| 4. | Finn Fisher-Black  | Nowa Zelandia | Nowa Zelandia           | + 19"      |
| 5. | Ben Oliver         | Nowa Zelandia | NZ Cycling Project      | + 21"      |
| 6. | Laurence Pithie    | Nowa Zelandia | Nowa Zelandia           | + 21"      |
| 7. | James Oram         | Nowa Zelandia | Black Spoke Pro Cycling | + 21"      |
| 8. | Oliver Grave       | Nowa Zelandia |                         | + 21"      |
| 9. | Ryan Christensen   | Nowa Zelandia | Canyon dhb SunGod       | + 21"      |
| 10. | Madi Hartley-Brown | Nowa Zelandia |                         | + 21"      |

| \| Klasyfikacja generalna \| Klasyfikacja generalna \| Klasyfikacja generalna \| Klasyfikacja generalna \| Klasyfikacja generalna \| \| Kolarz \| Kolarz \| Państwo \| Drużyna \| Czas \| \| ---------------------- \| ---------------------- \| ---------------------- \| ----------------------- \| ---------------------- \| \| 1. \| Luke Mudgway \| Nowa Zelandia \| Black Spoke Pro Cycling \| 3h 51' 09" \| \| 2. \| Corbin Strong \| Nowa Zelandia \| Nowa Zelandia \| + 15" \| \| 3. \| Aaron Gate \| Nowa Zelandia \| Black Spoke Pro Cycling \| + 25" \| |               |               |                         |            |
| |               |               |                         |            |
| Źródło: ProCyclingStats |               |               |                         |            |
| Klasyfikacja generalna |               |               |                         |            |
| Kolarz | Kolarz        | Państwo       | Drużyna                 | Czas       |
| 1. | Luke Mudgway  | Nowa Zelandia | Black Spoke Pro Cycling | 3h 51' 09" |
| 2. | Corbin Strong | Nowa Zelandia | Nowa Zelandia           | + 15"      |
| 3. | Aaron Gate    | Nowa Zelandia | Black Spoke Pro Cycling | + 25"      |

### Etap 3
| Masterton - Martinborough | płaski | (127 km) |

| \| Klasyfikacja etapu \| Klasyfikacja etapu \| Klasyfikacja etapu \| Klasyfikacja etapu \| Klasyfikacja etapu \| \| Kolarz \| Kolarz \| Państwo \| Drużyna \| Czas \| \| ------------------ \| ------------------ \| ------------------ \| ----------------------- \| ------------------ \| \| 1. \| Regan Gough \| Nowa Zelandia \| Nowa Zelandia \| 2h 49' 45" \| \| 2. \| Hayden McCormick \| Nowa Zelandia \| Black Spoke Pro Cycling \| + 0" \| \| 3. \| Glenn Haden \| Nowa Zelandia \| \| + 2" \| \| 4. \| Laurence Pithie \| Nowa Zelandia \| Nowa Zelandia \| + 18" \| \| 5. \| Campbell Stewart \| Nowa Zelandia \| Black Spoke Pro Cycling \| + 18" \| \| 6. \| Ben Oliver \| Nowa Zelandia \| NZ Cycling Project \| + 18" \| \| 7. \| George Jackson \| Nowa Zelandia \| NZ Cycling Project \| + 18" \| \| 8. \| Thomas Sexton \| Nowa Zelandia \| \| + 18" \| \| 9. \| Nick Kergozou \| Nowa Zelandia \| \| + 18" \| \| 10. \| Aaron Gate \| Nowa Zelandia \| Black Spoke Pro Cycling \| + 18" \| |                  |               |                         |            |
| |                  |               |                         |            |
| Źródło: ProCyclingStats |                  |               |                         |            |
| Klasyfikacja etapu |                  |               |                         |            |
| Kolarz | Kolarz           | Państwo       | Drużyna                 | Czas       |
| 1. | Regan Gough      | Nowa Zelandia | Nowa Zelandia           | 2h 49' 45" |
| 2. | Hayden McCormick | Nowa Zelandia | Black Spoke Pro Cycling | + 0"       |
| 3. | Glenn Haden      | Nowa Zelandia |                         | + 2"       |
| 4. | Laurence Pithie  | Nowa Zelandia | Nowa Zelandia           | + 18"      |
| 5. | Campbell Stewart | Nowa Zelandia | Black Spoke Pro Cycling | + 18"      |
| 6. | Ben Oliver       | Nowa Zelandia | NZ Cycling Project      | + 18"      |
| 7. | George Jackson   | Nowa Zelandia | NZ Cycling Project      | + 18"      |
| 8. | Thomas Sexton    | Nowa Zelandia |                         | + 18"      |
| 9. | Nick Kergozou    | Nowa Zelandia |                         | + 18"      |
| 10. | Aaron Gate       | Nowa Zelandia | Black Spoke Pro Cycling | + 18"      |

| \| Klasyfikacja generalna \| Klasyfikacja generalna \| Klasyfikacja generalna \| Klasyfikacja generalna \| Klasyfikacja generalna \| \| Kolarz \| Kolarz \| Państwo \| Drużyna \| Czas \| \| ---------------------- \| ---------------------- \| ---------------------- \| ----------------------- \| ---------------------- \| \| 1. \| Luke Mudgway \| Nowa Zelandia \| Black Spoke Pro Cycling \| 6h 41' 12" \| \| 2. \| Corbin Strong \| Nowa Zelandia \| Nowa Zelandia \| + 15" \| \| 3. \| Aaron Gate \| Nowa Zelandia \| Black Spoke Pro Cycling \| + 25" \| |               |               |                         |            |
| |               |               |                         |            |
| Źródło: ProCyclingStats |               |               |                         |            |
| Klasyfikacja generalna |               |               |                         |            |
| Kolarz | Kolarz        | Państwo       | Drużyna                 | Czas       |
| 1. | Luke Mudgway  | Nowa Zelandia | Black Spoke Pro Cycling | 6h 41' 12" |
| 2. | Corbin Strong | Nowa Zelandia | Nowa Zelandia           | + 15"      |
| 3. | Aaron Gate    | Nowa Zelandia | Black Spoke Pro Cycling | + 25"      |

### Etap 4
| Masterton - Admiral Hill | górski | (125,6 km) |

| \| Klasyfikacja etapu \| Klasyfikacja etapu \| Klasyfikacja etapu \| Klasyfikacja etapu \| Klasyfikacja etapu \| \| Kolarz \| Kolarz \| Państwo \| Drużyna \| Czas \| \| ------------------ \| ------------------ \| ------------------ \| ---------------------------------- \| ------------------ \| \| 1. \| Finn Fisher-Black \| Nowa Zelandia \| Nowa Zelandia \| 3h 08' 09" \| \| 2. \| Ben Oliver \| Nowa Zelandia \| NZ Cycling Project \| + 7" \| \| 3. \| Corbin Strong \| Nowa Zelandia \| Nowa Zelandia \| + 9" \| \| 4. \| Josh Burnett \| Nowa Zelandia \| NZ Cycling Project \| + 11" \| \| 5. \| Jake Marryatt \| Nowa Zelandia \| \| + 13" \| \| 6. \| Aaron Gate \| Nowa Zelandia \| Black Spoke Pro Cycling \| + 13" \| \| 7. \| Michael Vink \| Nowa Zelandia \| St George Continental Cycling Team \| + 23" \| \| 8. \| Jack Drage \| Nowa Zelandia \| NZ Cycling Project \| + 27" \| \| 9. \| Josh Lane \| Nowa Zelandia \| \| + 32" \| \| 10. \| Theo Gilbertson \| Nowa Zelandia \| NZ Cycling Project \| + 44" \| |                   |               |                                    |            |
| |                   |               |                                    |            |
| Źródło: ProCyclingStats |                   |               |                                    |            |
| Klasyfikacja etapu |                   |               |                                    |            |
| Kolarz | Kolarz            | Państwo       | Drużyna                            | Czas       |
| 1. | Finn Fisher-Black | Nowa Zelandia | Nowa Zelandia                      | 3h 08' 09" |
| 2. | Ben Oliver        | Nowa Zelandia | NZ Cycling Project                 | + 7"       |
| 3. | Corbin Strong     | Nowa Zelandia | Nowa Zelandia                      | + 9"       |
| 4. | Josh Burnett      | Nowa Zelandia | NZ Cycling Project                 | + 11"      |
| 5. | Jake Marryatt     | Nowa Zelandia |                                    | + 13"      |
| 6. | Aaron Gate        | Nowa Zelandia | Black Spoke Pro Cycling            | + 13"      |
| 7. | Michael Vink      | Nowa Zelandia | St George Continental Cycling Team | + 23"      |
| 8. | Jack Drage        | Nowa Zelandia | NZ Cycling Project                 | + 27"      |
| 9. | Josh Lane         | Nowa Zelandia |                                    | + 32"      |
| 10. | Theo Gilbertson   | Nowa Zelandia | NZ Cycling Project                 | + 44"      |

| \| Klasyfikacja generalna \| Klasyfikacja generalna \| Klasyfikacja generalna \| Klasyfikacja generalna \| Klasyfikacja generalna \| \| Kolarz \| Kolarz \| Państwo \| Drużyna \| Czas \| \| ---------------------- \| ---------------------- \| ---------------------- \| ----------------------- \| ---------------------- \| \| 1. \| Finn Fisher-Black \| Nowa Zelandia \| Nowa Zelandia \| 9h 49' 37" \| \| 2. \| Corbin Strong \| Nowa Zelandia \| Nowa Zelandia \| + 4" \| \| 3. \| Aaron Gate \| Nowa Zelandia \| Black Spoke Pro Cycling \| + 22" \| |                   |               |                         |            |
| |                   |               |                         |            |
| Źródło: ProCyclingStats |                   |               |                         |            |
| Klasyfikacja generalna |                   |               |                         |            |
| Kolarz | Kolarz            | Państwo       | Drużyna                 | Czas       |
| 1. | Finn Fisher-Black | Nowa Zelandia | Nowa Zelandia           | 9h 49' 37" |
| 2. | Corbin Strong     | Nowa Zelandia | Nowa Zelandia           | + 4"       |
| 3. | Aaron Gate        | Nowa Zelandia | Black Spoke Pro Cycling | + 22"      |

### Etap 5
| Wellington - Wellington | płaski | (42 km) |

| \| Klasyfikacja etapu \| Klasyfikacja etapu \| Klasyfikacja etapu \| Klasyfikacja etapu \| Klasyfikacja etapu \| \| Kolarz \| Kolarz \| Państwo \| Drużyna \| Czas \| \| ------------------ \| ------------------ \| ------------------ \| ----------------------- \| ------------------ \| \| 1. \| Campbell Stewart \| Nowa Zelandia \| Black Spoke Pro Cycling \| 59' 22" \| \| 2. \| Corbin Strong \| Nowa Zelandia \| Nowa Zelandia \| + 0" \| \| 3. \| George Jackson \| Nowa Zelandia \| NZ Cycling Project \| + 0" \| \| 4. \| Aaron Gate \| Nowa Zelandia \| Black Spoke Pro Cycling \| + 0" \| \| 5. \| Ben Oliver \| Nowa Zelandia \| NZ Cycling Project \| + 0" \| \| 6. \| Mark Langlands \| Nowa Zelandia \| \| + 0" \| \| 7. \| Regan Gough \| Nowa Zelandia \| Nowa Zelandia \| + 0" \| \| 8. \| Finn Fisher-Black \| Nowa Zelandia \| Nowa Zelandia \| + 0" \| \| 9. \| Laurence Pithie \| Nowa Zelandia \| Nowa Zelandia \| + 0" \| \| 10. \| Ryan Christensen \| Nowa Zelandia \| Canyon dhb SunGod \| + 0" \| |                   |               |                         |         |
| |                   |               |                         |         |
| Źródło: ProCyclingStats |                   |               |                         |         |
| Klasyfikacja etapu |                   |               |                         |         |
| Kolarz | Kolarz            | Państwo       | Drużyna                 | Czas    |
| 1. | Campbell Stewart  | Nowa Zelandia | Black Spoke Pro Cycling | 59' 22" |
| 2. | Corbin Strong     | Nowa Zelandia | Nowa Zelandia           | + 0"    |
| 3. | George Jackson    | Nowa Zelandia | NZ Cycling Project      | + 0"    |
| 4. | Aaron Gate        | Nowa Zelandia | Black Spoke Pro Cycling | + 0"    |
| 5. | Ben Oliver        | Nowa Zelandia | NZ Cycling Project      | + 0"    |
| 6. | Mark Langlands    | Nowa Zelandia |                         | + 0"    |
| 7. | Regan Gough       | Nowa Zelandia | Nowa Zelandia           | + 0"    |
| 8. | Finn Fisher-Black | Nowa Zelandia | Nowa Zelandia           | + 0"    |
| 9. | Laurence Pithie   | Nowa Zelandia | Nowa Zelandia           | + 0"    |
| 10. | Ryan Christensen  | Nowa Zelandia | Canyon dhb SunGod       | + 0"    |

## Klasyfikacje

### Klasyfikacja generalna
| \| Klasyfikacja generalna \| Klasyfikacja generalna \| Klasyfikacja generalna \| Klasyfikacja generalna \| Klasyfikacja generalna \| \| Kolarz \| Kolarz \| Państwo \| Drużyna \| Czas \| \| ---------------------- \| ---------------------- \| ---------------------- \| ---------------------------------- \| ---------------------- \| \| 1. \| Corbin Strong \| Nowa Zelandia \| Nowa Zelandia \| 10h 48' 51" \| \| 2. \| Finn Fisher-Black \| Nowa Zelandia \| Nowa Zelandia \| + 8" \| \| 3. \| Aaron Gate \| Nowa Zelandia \| Black Spoke Pro Cycling \| + 23" \| \| 4. \| Ben Oliver \| Nowa Zelandia \| NZ Cycling Project \| + 56" \| \| 5. \| Josh Burnett \| Nowa Zelandia \| NZ Cycling Project \| + 1' 23" \| \| 6. \| Michael Vink \| Nowa Zelandia \| St George Continental Cycling Team \| + 1' 31" \| \| 7. \| James Oram \| Nowa Zelandia \| Black Spoke Pro Cycling \| + 1' 36" \| \| 8. \| Luke Mudgway \| Nowa Zelandia \| Black Spoke Pro Cycling \| + 1' 46" \| \| 9. \| Ryan Christensen \| Nowa Zelandia \| Canyon dhb SunGod \| + 1' 59" \| \| 10. \| Ollie Jones \| Nowa Zelandia \| Nowa Zelandia \| + 2' 08" \| |                   |               |                                    |             |
| |                   |               |                                    |             |
| Źródło: ProCyclingStats |                   |               |                                    |             |
| Klasyfikacja generalna |                   |               |                                    |             |
| Kolarz | Kolarz            | Państwo       | Drużyna                            | Czas        |
| 1. | Corbin Strong     | Nowa Zelandia | Nowa Zelandia                      | 10h 48' 51" |
| 2. | Finn Fisher-Black | Nowa Zelandia | Nowa Zelandia                      | + 8"        |
| 3. | Aaron Gate        | Nowa Zelandia | Black Spoke Pro Cycling            | + 23"       |
| 4. | Ben Oliver        | Nowa Zelandia | NZ Cycling Project                 | + 56"       |
| 5. | Josh Burnett      | Nowa Zelandia | NZ Cycling Project                 | + 1' 23"    |
| 6. | Michael Vink      | Nowa Zelandia | St George Continental Cycling Team | + 1' 31"    |
| 7. | James Oram        | Nowa Zelandia | Black Spoke Pro Cycling            | + 1' 36"    |
| 8. | Luke Mudgway      | Nowa Zelandia | Black Spoke Pro Cycling            | + 1' 46"    |
| 9. | Ryan Christensen  | Nowa Zelandia | Canyon dhb SunGod                  | + 1' 59"    |
| 10. | Ollie Jones       | Nowa Zelandia | Nowa Zelandia                      | + 2' 08"    |

| Klasyfikacja punktowa | Klasyfikacja punktowa | Klasyfikacja punktowa | Klasyfikacja punktowa   | Klasyfikacja punktowa |
| Kolarz                | Kolarz                | Państwo               | Drużyna                 | Punkty                |
| --------------------- | --------------------- | --------------------- | ----------------------- | --------------------- |
| 1.                    | Regan Gough           | Nowa Zelandia         | Nowa Zelandia           | 36 pkt                |
| 2.                    | Corbin Strong         | Nowa Zelandia         | Nowa Zelandia           | 36 pkt                |
| 3.                    | Aaron Gate            | Nowa Zelandia         | Black Spoke Pro Cycling | 21 pkt                |

| Klasyfikacja punktowa | Klasyfikacja punktowa | Klasyfikacja punktowa | Klasyfikacja punktowa   | Klasyfikacja punktowa |
| Kolarz                | Kolarz                | Państwo               | Drużyna                 | Punkty                |
| --------------------- | --------------------- | --------------------- | ----------------------- | --------------------- |
| 1.                    | Regan Gough           | Nowa Zelandia         | Nowa Zelandia           | 36 pkt                |
| 2.                    | Corbin Strong         | Nowa Zelandia         | Nowa Zelandia           | 36 pkt                |
| 3.                    | Aaron Gate            | Nowa Zelandia         | Black Spoke Pro Cycling | 21 pkt                |

| Klasyfikacja górska | Klasyfikacja górska | Klasyfikacja górska | Klasyfikacja górska                | Klasyfikacja górska |
| Kolarz              | Kolarz              | Państwo             | Drużyna                            | Punkty              |
| ------------------- | ------------------- | ------------------- | ---------------------------------- | ------------------- |
| 1.                  | Luke Mudgway        | Nowa Zelandia       | Black Spoke Pro Cycling            | 12 pkt              |
| 2.                  | Ollie Jones         | Nowa Zelandia       | Nowa Zelandia                      | 12 pkt              |
| 3.                  | Bailey O'Donnell    | Nowa Zelandia       | St George Continental Cycling Team | 12 pkt              |

| Klasyfikacja górska | Klasyfikacja górska | Klasyfikacja górska | Klasyfikacja górska                | Klasyfikacja górska |
| Kolarz              | Kolarz              | Państwo             | Drużyna                            | Punkty              |
| ------------------- | ------------------- | ------------------- | ---------------------------------- | ------------------- |
| 1.                  | Luke Mudgway        | Nowa Zelandia       | Black Spoke Pro Cycling            | 12 pkt              |
| 2.                  | Ollie Jones         | Nowa Zelandia       | Nowa Zelandia                      | 12 pkt              |
| 3.                  | Bailey O'Donnell    | Nowa Zelandia       | St George Continental Cycling Team | 12 pkt              |

| Klasyfikacja młodzieżowa | Klasyfikacja młodzieżowa | Klasyfikacja młodzieżowa | Klasyfikacja młodzieżowa | Klasyfikacja młodzieżowa |
| Kolarz                   | Kolarz                   | Państwo                  | Drużyna                  | Czas                     |
| ------------------------ | ------------------------ | ------------------------ | ------------------------ | ------------------------ |
| 1.                       | Corbin Strong            | Nowa Zelandia            | Nowa Zelandia            | 10h 48' 51"              |
| 2.                       | Finn Fisher-Black        | Nowa Zelandia            | Nowa Zelandia            | + 8"                     |
| 3.                       | Josh Burnett             | Nowa Zelandia            | NZ Cycling Project       | + 1' 23"                 |

| Klasyfikacja młodzieżowa | Klasyfikacja młodzieżowa | Klasyfikacja młodzieżowa | Klasyfikacja młodzieżowa | Klasyfikacja młodzieżowa |
| Kolarz                   | Kolarz                   | Państwo                  | Drużyna                  | Czas                     |
| ------------------------ | ------------------------ | ------------------------ | ------------------------ | ------------------------ |
| 1.                       | Corbin Strong            | Nowa Zelandia            | Nowa Zelandia            | 10h 48' 51"              |
| 2.                       | Finn Fisher-Black        | Nowa Zelandia            | Nowa Zelandia            | + 8"                     |
| 3.                       | Josh Burnett             | Nowa Zelandia            | NZ Cycling Project       | + 1' 23"                 |

| Klasyfikacja drużynowa | Klasyfikacja drużynowa | Klasyfikacja drużynowa | Klasyfikacja drużynowa |
| Drużyna                | Drużyna                | Państwo                | Czas                   |
| ---------------------- | ---------------------- | ---------------------- | ---------------------- |
| 1.                     | Nowa Zelandia          | Nowa Zelandia          | 32h 28' 14"            |
| 2.                     | NZ Cycling Project     | Nowa Zelandia          | + 2' 17"               |
| 3.                     | Black Spoke            | Nowa Zelandia          | + 2' 27"               |

| Klasyfikacja drużynowa | Klasyfikacja drużynowa | Klasyfikacja drużynowa | Klasyfikacja drużynowa |
| Drużyna                | Drużyna                | Państwo                | Czas                   |
| ---------------------- | ---------------------- | ---------------------- | ---------------------- |
| 1.                     | Nowa Zelandia          | Nowa Zelandia          | 32h 28' 14"            |
| 2.                     | NZ Cycling Project     | Nowa Zelandia          | + 2' 17"               |
| 3.                     | Black Spoke            | Nowa Zelandia          | + 2' 27"               |

### Liderzy klasyfikacji
| Etap   |                         | Pierwsze miejsce _ | Klasyfikacja generalna | Punktowa      | Górska       | Młodzieżowa       | Drużynowa _        |
| ------ | ----------------------- | ------------------ | ---------------------- | ------------- | ------------ | ----------------- | ------------------ |
| 1      | jazda drużynowa na czas | Nowa Zelandia      | Regan Gough            | brak danych   | brak danych  | Corbin Strong     | Nowa Zelandia      |
| 2      | pagórkowaty             | Luke Mudgway       | Luke Mudgway           | Corbin Strong | Luke Mudgway | Corbin Strong     | Black Spoke        |
| 3      | płaski                  | Regan Gough        | Luke Mudgway           | Regan Gough   | Luke Mudgway | Corbin Strong     | Nowa Zelandia      |
| 4      | górski                  | Finn Fisher-Black  | Finn Fisher-Black      | Regan Gough   | Luke Mudgway | Finn Fisher-Black | NZ Cycling Project |
| 5      | płaski                  | Campbell Stewart   | Corbin Strong          | Regan Gough   | Luke Mudgway | Corbin Strong     | Nowa Zelandia      |
| Koniec | Koniec                  |                    | Corbin Strong          | Regan Gough   | Luke Mudgway | Corbin Strong     | Nowa Zelandia      |